# Tonga
Tonga, ufficialmente Regno di Tonga (in tongano: Puleʻanga Fakatuʻi ʻo Tonga; in inglese: Kingdom of Tonga), è uno Stato insulare dell'Oceania, situato nell'Oceano Pacifico meridionale a tre quarti di strada tra le isole Hawaii e la Nuova Zelanda.
Il paese ha una superficie di 748 km² e conta circa 103 803 abitanti (censimento 2025). Il Regno di Tonga è formato da un arcipelago, per un totale di 169 isole, di cui solo 36 abitate. La capitale è Nukuʻalofa.

## Etimologia del nome
In molte lingue polinesiane, incluso il tongano, la parola tonga deriva da fakatonga, che significa "verso sud", e l'arcipelago è così chiamato perché è il gruppo più meridionale tra i gruppi di isole della Polinesia centrale.
Tonga divenne nota in Occidente come le Isole dell'Amicizia per la cordiale accoglienza riservata al capitano James Cook durante la sua prima visita nel 1773. Arrivò in occasione dell'annuale festival ʻinasi, incentrato sulla donazione delle primizie al monarca delle isole e ricevette un invito ai festeggiamenti.

## Storia
L'arcipelago fu abitato fin dall'inizio del II millennio a.C. da tribù provenienti da Samoa. Per un breve periodo Tonga fu un regno potente con tendenze imperialiste sull'area circostante, e si estendeva dal territorio attuale delle Isole Figi alle Isole della Società della Polinesia francese, incluso questo regno e parte della Micronesia-Kiribati territorio dello Stato attuale. La prima leggendaria dinastia regnante del regno di Tonga, Tonga Tu'i, è stata fondata da tribù provenienti da Samoa. Essa è stata seguita dalla Ha'atakalua Tu'i che si è conclusa con il regno di George Tupou I, che fondò la dinastia Tu'i Kanotupolu.
Il popolo tongano incontrò per la prima volta gli europei nel 1616, quando la nave olandese Eendracht, capitanata da Willem Schouten e con Jacob Le Maire, fece una breve visita alle isole Niua (e visitò le isole settentrionali di Niuatoputapu, Niuafo'ou e Tafahi) e Abel Tasman al comando di due navi, la Heemskerck e la Zeehaen, commissionate dalla Compagnia olandese delle Indie orientali di Jakarta nel 1643 (visitò Tongatapu e l'arcipelago di Haʻapai). Successivamente visitatori europei degni di nota includevano James Cook, della Royal Navy britannica, nel 1773, 1774 e 1777. Chiamò Isole dell'Amicizia le isole dell'arcipelago, nome che è rimasto nel tempo, e compilò le prime mappe accurate e precise della zona. Inoltre, il capitano Cook garantì l'arcipelago all'Impero britannico. Gli esploratori della Marina spagnola furono Francisco Mourelle de la Rúa nel 1781 (che visitò diverse isole tra cui Fonualei e Late) ed Alessandro Malaspina nel 1793.
Nel diciannovesimo secolo arrivarono a Tonga missionari neo-protestanti che evangelizzarono velocemente la popolazione.
Nel 1845, Taufa'ahau Tupou, un capo tribale che fu convertito al cristianesimo, prese il potere nelle isole per unificare tutte le tribù in uno Stato potente. Nel 1865 fu costruito a Nuku'alofa il palazzo reale. Nel 1875 salì al trono George Tupou I e venne scritta la costituzione del Regno di Tonga (che è ancora in vigore e segue sia i valori europei sia quelli di Tonga). A George Tupou I successe suo nipote, George Tupou II, che firmò nel 1900 il trattato di amicizia e di protezione con la Gran Bretagna, rendendo Tonga un protettorato dell'Impero britannico. Gli succedette la figlia, la regina Tupou, che garantì un periodo pacifico, creando i presupposti per la piena indipendenza. Alla sua morte, nel 1965, salì al trono suo figlio Tupouto'a Tung. Nel 1970 il Regno di Tonga ottenne la piena indipendenza dal Regno Unito.
Nel settembre 2006 è salito al trono George Tupou V. Nonostante abbia introdotto alcune novità, come la perdita per la nobiltà di tutti i posti di governo, compreso quello di premier, in novembre c'è stata una rivolta per avere ulteriori riforme. Il regime si mantiene autocratico e tutta l'industria è nelle mani della famiglia reale. La corruzione è molto diffusa.

## Geografia
Situata in Oceania, Tonga è un arcipelago nell'Oceano Pacifico meridionale, a circa un terzo della distanza tra Nuova Zelanda e Hawaii. Si trova a sud delle Samoa e a est delle Figi.
La superficie di Tonga è circa 748 km². Le sue 169 isole, 36 delle quali abitate, sono divise in tre gruppi principali, Vava'u, Ha'apai e Tongatapu, e coprono una linea nord-sud lunga 800 km. L'isola più grande, Tongatapu, su cui si trova la capitale Nukuʻalofa, copre 260,48 km².

### Geologia
L'arcipelago di Tonga è costituito da due catene parallele di isole geologicamente diverse.
Le isole occidentali, come 'Ata, Fonuafo'ou, Tofua, Kao, Late, Fonualei, Tokū, Niuatoputapu e Tafahi, nei pressi della fossa delle Tonga, fanno parte della zona di subduzione delle Kermadec-Tonga, un'area geologicamente molto attiva che si estende dalla Nuova Zelanda fino a nord-ovest delle Figi, nell'Oceano Pacifico, dovuta alla subduzione della placca pacifica sotto alla placca indo-australiana. Questi vulcani si formano quando i materiali nella placca pacifica discendente si riscaldano e salgono in superficie. C'è solo uno sviluppo limitato della barriera corallina su queste isole, ad eccezione di Niuatoputapu. Nel dicembre 2014 e gennaio 2015, si è creata un'isola vulcanica, Hunga Tonga-Hunga Haʻapai, a 65 chilometri a nord-ovest di Nuku'alofa, andata in parte distrutta in seguito all'eruzione dell'Hunga Tonga del 2022.
Le isole orientali invece non sono vulcaniche. Di queste isole, solo 'Eua si è innalzata abbastanza da esporre il suo substrato roccioso vulcanico sottostante, il resto sono isole basse di calcare corallino (Tongatapu, l'arcipelago di Vava'u e Lifuka) o isole sabbiose (Uoleva e 'Uiha). Queste isole sono circondate da barriere coralline.
Il punto più alto del Regno di Tonga è il vulcano Kao (1.030 m) sull'isola omonima.

### Confini
Tonga, essendo uno Stato insulare, non confina con altre terre emerse. Considerando però le acque territoriali, Tonga confina a nord con le Samoa, a nord-est con le Samoa americane, a est con Niue (Nuova Zelanda), a sud, sud-ovest e ovest con le Figi e a nord-ovest con Wallis e Futuna (Francia).

### Clima
Il clima è tropicale oceanico. Durante la stagione calda e umida, che comprende i mesi tra novembre e aprile, la temperatura media si aggira intorno ai 32 °C. Durante la stagione fresca e relativamente secca tra maggio e ottobre, la temperatura media si aggira intorno ai 27 °C.
Le temperature variano a secondo della latitudine. Nelle isole più settentrionali anche maggio e novembre sono mesi caldi e piovosi, e anche nei mesi meno caldi la temperatura è elevata; nelle isole meridionali maggio e novembre rientrano nella stagione relativamente secca, mentre da giugno a settembre fa abbastanza fresco. Nell’isola maggiore di Tongatapu si hanno generalmente temperature medie minime che variano tra i 13 °C di luglio e agosto ai 20 °C di febbraio, e temperature medie massime che variano tra i 31 °C di gennaio e febbraio e i 27 °C di luglio e agosto.
Circa il 60-70% delle precipitazioni annuali si hanno nella stagione umida. I cicloni tropicali si hanno generalmente nei mesi tra novembre e aprile e le isole Tonga sono in media colpite da due cicloni tropicali all’anno. I mesi in assoluto più piovosi sono quelli da gennaio a marzo.

## Società

### Popolazione
Quasi due terzi degli abitanti vivono nell'isola più grande del regno, Tongatapu. Sebbene molti tongani si siano trasferiti nell'unico vero centro urbano dell'arcipelago, Nukuʻalofa (dove lo stile di vita locale si mescola a quello europeo), la vita del villaggio e i legami familiari rimangono molto importanti nella cultura tongana. La vita quotidiana è fortemente influenzata sia dalle tradizioni polinesiane sia dalla fede cristiana: per esempio, tutti i commerci e le attività di intrattenimento vengono sospesi dalla mezzanotte del sabato fino a quella della domenica seguente, mentre la costituzione dichiara il sabato giorno sacro.
I tongani, polinesiani per etnia con un misto di melanesiano, rappresentano oltre il 98% degli abitanti. Circa l'1,5% sono tongani misti, il resto sono europei e altri isolani del Pacifico.
Nel 2001 vi vivevano da 3.000 a 4.000 cinesi, che erano dunque il 3-4% della popolazione totale tongana. Le rivolte di Nukuʻalofa del 2006 hanno preso di mira principalmente le imprese di proprietà cinese, portando all'emigrazione di diverse centinaia di cinesi.
L'aspettativa di vita media è di 76,6 anni. I maschi vivono 75 anni, mentre le donne vivono 78.3 anni.

### Demografia
Il censimento 2021 ha rilevato una popolazione totale di 100.209 con una diminuzione dello 0,4% rispetto al censimento del 2016.
|                          | Tonga (2021) | % Tonga (2021) | Tonga (2016) | % Tonga (2016) | Tonga (2011) | % Tonga (2011) |
| Maschi                   | 48.777       | 48,7           | 50.255       | 49,9           | 51.979       | 50,3           |
| Femmine                  | 51.432       | 51,3           | 50.396       | 50,1           | 51.273       | 49,7           |
| Totale della popolazione | 100.209      |                | 100.651      |                | 103.252      |                |

### Lingua
Le lingue ufficiali sono il tongano e l'inglese.
Nelle isole Niua si parla il niuafo'ou.

### Religione
La religione più diffusa è il cristianesimo, che raccoglie circa il 96% della popolazione (64% protestanti, 14% cattolici e il resto sono cristiani di altre denominazioni). A Tonga esiste una chiesa nazionale di orientamento protestante (la Chiesa libera wesleyana di Tonga) strettamente legata alla monarchia regnante.

## Economia

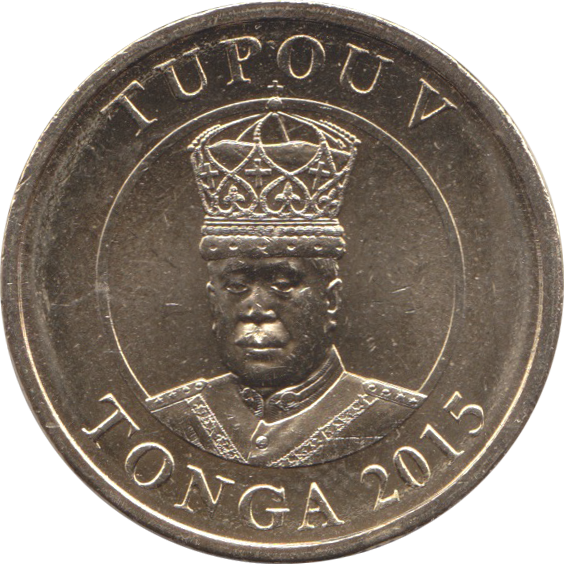
100¢

Il Paʻanga tongano è la valuta di Tonga. È suddivisa in 100 seniti (¢). Esiste anche un'altra unità, lo hau (1 hau = 100 paʻanga), ma si trova solo su emissioni commemorative.

### Settore primario
L'agricoltura impiega circa l'86% dei tongani.
I tongani rurali fanno affidamento sia sulla piantagione che sull'agricoltura di sussistenza. Le piante coltivate sia per le colture da reddito del mercato che per l'uso domestico includono banane, noci di cocco, chicchi di caffè, baccelli di vaniglia e radici come manioca, patata dolce e taro.
Suini e pollame sono i principali tipi di bestiame. I cavalli sono tenuti per scopi di tiro, principalmente dagli agricoltori che lavorano la loro ʻapi ʻuta (un appezzamento di boscaglia). Viene allevato più bestiame e le importazioni di carne bovina stanno diminuendo.
Produttiva è anche la pesca.

### Settore secondario
L'industria si localizza principalmente sull'isola della capitale, Tongatapu, dove troviamo cantieri navali.
La cultura popolare e i manufatti tipici (sculture di legno o tessuti come il tapa e ngatu) sono di particolare interesse per gli stranieri, e ciò dà sostegno al piccolo artigianato. Gli abitanti di alcune isole, come Niuatoputapu, si sono specializzati nella lavorazione naturale del pandano, materia prima essenziale per confezionare l’abito tradizionale che ogni tongano indossa nelle occasioni importanti, il Taʻovala ed il Kiekie.
La trasformazione delle noci di cocco in copra e cocco essiccato era un tempo l'unica industria significativa e l'unica esportazione commerciale. Il deterioramento dei prezzi sul mercato mondiale e la mancanza di reimpianto hanno portato questa industria un tempo vivace, come nella maggior parte delle nazioni insulari del Pacifico meridionale, a un completo arresto.

### Settore terziario

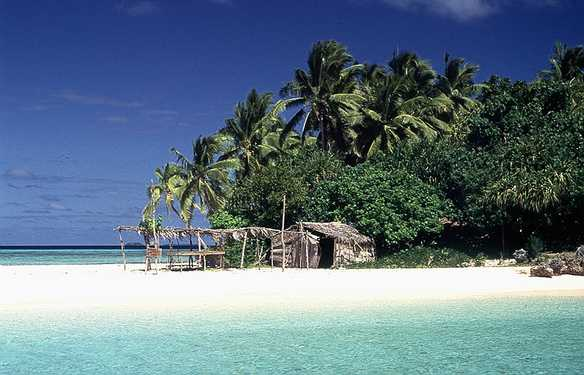
L'isola Nuku, nell'arcipelago di Vava'u

L'industria del turismo è relativamente poco sviluppata. Il governo riconosce che il turismo può svolgere un ruolo importante nello sviluppo economico e si stanno compiendo sforzi per aumentare questa fonte di entrate. Le navi da crociera si fermano spesso a Vava'u, famosa per l'osservazione dei cetacei (le megattere da luglio ad ottobre raggiungono questo arcipelago per partorire e svezzare i piccoli), la pesca sportiva, il surf e le spiagge.
I francobolli di Tonga, caratterizzati da disegni colorati e spesso insoliti (inclusi francobolli a forma di cuore e forma di banana), sono apprezzati dai filatelici.
Nel settembre 1974 fu aperta la prima banca commerciale del paese, la Bank of Tonga.

## Infrastrutture e trasporti

### Telecomunicazioni
Le comunicazioni nelle isole sono assicurate da un unico cavo sottomarino, il Tonga Cable che collega Nuku'alofa a Suva nelle Figi. Il cavo è stato interrotto per poi essere ripristinato a seguito dell'eruzione dell'Hunga Tonga del 2022.
Un altro cavo sottomarino il Tonga Domestic Cable Extension (TDCE) garantisce le comunicazioni fra le isole collegando Nuku'alofa a Pangai e a Neiafu.

## Ambiente

### Flora
La flora tongana appartiene, dal punto di vista climatico, alla flora delle foreste pluviali tropicali, che predominano al di sotto dei 500 metri di altitudine. Gli alberi sempreverdi formano una chioma continua fino a 30 metri di altezza. Gli alberi a baldacchino comuni includono i Diospyros, i Rhus ed i Ficus. Il sottobosco comprende fitti cespi di felce e arbusti, tra cui la Psychotria insularum.
Sulle dune costiere e sui depositi di lava e cenere relativamente recenti, dove i suoli sono più sottili e asciutti, predominano le foreste di casuarina comune, con alberi bassi e arbusti tra cui il Pandanus tectorius, l'ibisco e la Scaevola taccada. Le foreste di mangrovie si trovano nelle zone umide di acqua salata sugli atolli corallini e intorno alle coste delle lagune costiere delle isole maggiori. Le specie predominanti sono di piccole e medie dimensioni: la Rhizophora mangle, la Rhizophora stylosa e la Lumnitzera littorea. Dove le condizioni sono favorevoli prosperano anche le specie di Bruguiera gymnorrhiza, Xylocarpus moluccensis e Xylocarpus granatum.
Le foreste montane si trovano sopra i 500 metri di altitudine sull'isola di Tafahi. Il clima è più fresco e umido di quello delle foreste di pianura. Le specie arboree tipiche della foresta montana includono le Syzygium e la Weinmannia. Altre comunità vegetali montane sono la macchia vulcanica sui giovani pendii di Kao e le felci di Miscanthus nelle aree montuose di 'Eua.
Ci sono 419 specie autoctone di piante vascolari nelle Tonga e circa il 3% sono endemiche.

### Fauna
Delfini e gruppi migratori di megattere frequentano le acque dell'arcipelago. Le megattere arrivano qui da giugno a ottobre per partorire e svezzare i piccoli, e spesso si riescono ad avvistare al largo delle isole maggiori.
L'unico mammifero terrestre endemico di Tonga è la volpe volante del Pacifico, un pipistrello frugivoro. A Tonga i pipistrelli sono considerati sacri e sono di proprietà della monarchia. Pertanto, sono protetti e non possono essere danneggiati o cacciati. Di conseguenza, i pipistrelli volpe volanti hanno prosperato in molte delle isole di Tonga.
Tonga presenta una scarsa avifauna, ma tra gli uccelli presenti, quelli di maggior interesse sono il lorichetto capoblu; il pappagallo splendente rosso dell'isola di 'Eua e il megapodio delle Tonga, una specie originariamente diffusa soltanto sull'isola di Niuafo'ou, ma che in questi ultimi anni è stata introdotta anche a Fonualei, un'isola vulcanica situata a nord-ovest delle Vava'u.

## Ordinamento dello Stato
È organizzato sotto forma di monarchia costituzionale e l'attuale capo di Stato è re Tupou VI, salito al trono nel 2012.

### Simboli
- la bandiera di Tonga: adottata ufficialmente nel 1875.
- lo stemma di Tonga: adottato ufficialmente nel 1875.

### Suddivisione amministrativa
Tonga è composta da cinque suddivisioni a loro volta composte da ventitré distretti e da città. Ogni suddivisione ha la sua capitale.
| Divisione | Capoluogo  | Popolazione (ab.) |
| Divisione | Capoluogo  | 2021              |
| --------- | ---------- | ----------------- |
| 'Eua      | 'Ohonua    | 4 903             |
| Haʻapai   | Pangai     | 5 419             |
| Ongo Niua | Hihifo     | 1 150             |
| Tongatapu | Nukuʻalofa | 74 454            |
| Vavaʻu    | Neiafu     | 14 283            |
| Totale    | Totale     | 100 209           |

### Città principali
- Nukuʻalofa: capitale di Tonga e della suddivisione amministrativa Tongatapu
- Mu'a: situata nella parte orientale dell'isola di Tongatapu

### Ordinamento scolastico
L'istruzione primaria è gratuita e obbligatoria dai 6 ai 14 anni. Le scuole missionarie rappresentano circa l'83% dell'istruzione primaria e il 90% di quella secondaria. Per quanto riguarda l'istruzione a livelli superiori, vi sono corsi per insegnanti, infermieri e medici, una piccola università privata, un collegio commerciale femminile e alcune scuole agrarie private. Per il resto, l'istruzione di livello superiore viene impartita all'estero.

### Università
La University of the South Pacific Tonga Center (USP) è stata fondata nel 1971.

## Cultura

### Tonga nello spazio
- 21 febbraio 1981: viene lanciato Esiafi 1, primo satellite di Tonga.[59]

### Tradizioni e cucina
Nonostante i tongani abbiano aderito al cristianesimo, alcune pratiche polinesiane rimangono ancora vive, tra cui il tatuaggio, che ha però perso il suo valore ancestrale.
La tradizione orale è ancora rilevante e le canzoni sono quasi sempre accompagnate dalla musica e da danze tradizionali. In ambito culturale da ricordare anche la musica tradizionale tongana. Tipici indumenti tongani sono il kiekie e il Taʻovala.
A Tonga uno dei piatto tipici è costituito dall'Humu. Molto diffusa è la tradizionale bevanda ʻotai, a base di cocco e frutta.

### Televisione
A Tonga esiste una emittente, Tonga TV, che trasmette su 10 canali.

## Sport
Lo sport nazionale è il rugby, seguito dal calcio. Un solo tongano è riuscito a salire su un podio olimpico: nel 1996 Paea Wolfgramm vinse la medaglia d'argento nel pugilato per la categoria pesi super massimi ai Giochi olimpici estivi di Atlanta. Nel 2014 debutta per la prima volta in una disciplina invernale ai XXII Giochi olimpici invernali di Soči, con lo slittinista Bruno Banani.

## Festività
Il Public Holidays Act richiede che quando queste festività cadono di martedì o mercoledì, il giorno festivo venga osservato il lunedì prima del giorno effettivo. Quando cade di giovedì, venerdì, sabato o domenica, il giorno festivo sarà osservato il lunedì successivo. Inoltre, i compleanni del Sovrano regnante di Tonga e dell'Erede della Corona di Tonga devono essere celebrati il giorno in cui cade, a meno che non cada di domenica, nel qual caso è celebrato il lunedì successivo.